# Laie
Laie es un lugar designado por el censo ubicado en el condado de Honolulu en el estado estadounidense de Hawái. En el año 2020 tenía una población de 5963 habitantes y su superficie de tierra es de 1,34 millas cuadradas (3,5 km²).

## Geografía
Laie se encuentra ubicado en las coordenadas 21°38′55″N 157°55′32″O / 21.64861, -157.92556. Según la Oficina del Censo, la localidad tiene un área total de 5,5 km² (2,1 mi²), de la cual 1,34 mi² (3,5 km²) es tierra y 2,3 km² (0,9 mi²) (40.65%) es agua.

## Demografía
Según la Oficina del Censo en 2000 los ingresos medios por hogar en la localidad eran de $50.875, y los ingresos medios por familia eran $59.432. Los hombres tenían unos ingresos medios de $40.242 frente a los $26.750 para las mujeres. La renta per cápita para la localidad era de $13.785. Alrededor del 10.7% de las familias y del 17.5% de la población estaban por debajo del umbral de pobreza.